# Inny
L’Inny est une rivière irlandaise, affluent du Shannon.

## Géographie
Elle s'écoule depuis le Lough Kinale, traverse le Lough Sheelin dans le Comté de Cavan, puis se tourne vers le sud vers le Lough Derravaragh. De là, son cours se dirige vers l'ouest, et elle se jette dans le Shannon au Lough Ree.
La principale ville qu'elle arrose est Ballymahon dans le Comté de Longford.